# Семидесятница
Семидесятница (лат. Septuagesima) — 3-е воскресенье перед Великим Постом или 9 воскресение перед Пасхой. Первое воскресенье церковного календаря, с которого начинается отсчёт времени к Пасхе. За Семидесятницей следует Шестидесятница (Sexagesima) и Пятидесятница (Quinquagesima), за которой начинается непосредственно Великий Пост. Празднование Семидесятницы было введено в латинском обряде в VI—VIII вв.
Тема богослужения на Семидесятницу: незаслуженная милость (читается Евангелие от Луки 17:7-10,от Матфея 20:1-16 или от Матфея 19:27-30), литургический цвет — зелёный, количество свечей — 2.